# Yumiko Suzuki (wielrenner)
Yumiko Suzuki (Japans: 鈴木 裕美子, Suzuki Yumiko) (Prefectuur Akita, 6 augustus 1960) is een voormalig wielrenster uit Japan.
Op de Olympische Spelen van Barcelona in 1992 nam Suzuki deel aan de wegrit voor vrouwen. Ze finishte als 50e.